# Thomas Jordan
Thomas Jordan, ameriški general in vohun, * 30. september 1819, Luray Valley, Virginija, † 27. november 1895. 

## Življenjepis
Leta 1840 je diplomiral na West Pointu. Med ameriško državljansko vojno je deloval na strani Konfederacije ameriških držav. V Washingtonu, D.C. je vzpostavil vohunsko mrežo, ki je sodelovala s Rose O'Neal Greenhow.
Potem je sodeloval tudi v desetletni vojni.